# Liz Weekes
Liz Weekes   (Sydney, 22 de setembre de 1971) fou una waterpolista australiana que va competir durant les dècades de 1990 i 2000. Està casada amb el remer Robert Scott.
El 2000 va prendre part en els Jocs Olímpics de Sydney, on guanyà la medalla d'or en la competició de waterpolo. En el seu palmarès també destaca una medalla d'or a la Copa del Món de waterpolo de 1995.